# Мацуєв Денис Леонідович
Денис Леонідович Мацуєв (рос. Денис Леонидович Мацуев; нар. 11 червня 1975, Іркутськ, Російська РФСР) — російський піаніст, музично-громадський діяч, Народний артист Росії (2011). Лауреат Державної премії Росії (2009), один з підписантів листа в підтримку дій Путіна щодо анексії Криму.

## Життєпис
Народився в Іркутську 1975 року в музичній сім'ї. Батько — Леонід Вікторович — композитор і піаніст, автор музики до багатьох спектаклів іркутських театрів; мати — Ірина Дмитрівна (уроджена Гомельська) — викладач гри на фортепіано, українка, народилась і провела дитинство у Києві.
1990 року з сім'єю переїхав до Москви, де вступив до Центральної музичної школи при Московській консерваторії. 1991 року став лавреатом Міжнародного благодійного громадського фонду «Нові імена», завдяки чому відвідав з концертами понад 40 країн. У 1993 році поступив в Московську державну консерваторію (клас А. А. Насєдкіна і С. Л. Доренського). Бувши студентом, у 1995 році став солістом Московської державної філармонії.
У 1998 році здобув перемогу на XI Міжнародному конкурсі П. І. Чайковського. З 2004 року у філармонії відкрив персональний абонемент «Солист Денис Мацуев», до участі в якому були запрошені диригенти, Лорін Маазель, Зубін Мета, Валерій Гергієв та інші.

### Громадська діяльність
Мацуєв є художнім керівником ряду музичних фестивалів, такі як «Зірки на Байкалі» і «Crescendo», артдиректором фонду ім. Сергія Рахманинова.
У лютому 2006 року піаніст увійшов до складу Ради з культури і мистецтва при президенті Росії.
14 вересня 2011 року Мацуєв відкрив в рідному Іркутську концертний зал на 60 осіб — «Будинок музики Дениса Мацуєва».
У 2012 році Мацуєв очолив Громадську раду при Міністерстві культури РФ.
У 2013 році очолив конкурс-фестиваль Сбербанк DEBUT у Києві. 
У лютому 2014 року виступав на церемонії закриття XXII зимових Олімпійських ігор в Сочі.
11 березня 2014 року підписав заяву діячів культури на підтримку дій Путіна в Україні. Ця позиція Мацуєва стала причиною протестів громадськості проти його гастрольних виступів в США.
У липні 2016 року став послом чемпіонату світу по футболу 2018 року в Росії.

### Мацуєв про Україну
Згодом пояснив свій підпис у листі на підтримку російсько-української війни тим, що дуже переживав за розстріл людей на Майдані і таким чином хотів «припинити цей жах» і примусити «народи дружити», вважаючи, що «Росія виступає з миротворчими і дружніми намірами». Також заявив, що не розділяє євреїв, росіян та українців, вихованих на радянській і російській культурі.

## Дискографія
- Tribute to Horowitz, 2004
- Stravinsky — Firebird Suite, Shchedrin — Piano Concerto No.5, 2005
- Stravinsky & Tchaikovsky. I. Stravinsky — Three Movements From Petrouchka, P.I.Tchaikovsky — The Seasons,2005
- Tchaikovsky, Shostakovich — piano concertos, 2006
- Unknown Rachmaninoff, 2007,
- The Carnegie Hall Concert, 2008,
- Колекція, 2010,
- D. Shostakovich: Piano Concertos Nos 1 & 2, R. Shchedrin: Piano Concerto No 5. Mariinsky Orchestra, dir. Valerij Gergiev, 2010
- S. Rachmaninov: Piano Concerto No 3 & Rhapsody on a Theme of Paganini. Mariinsky Orchestra, dir. Valerij Gergiev, 2011
- Denis Matsuev: Liszt Concertos 1 & 2, Totentanz. Russian National Orchestra, dir. Mikhail Pletnev, 2011
- S. Rachmaninov. Piano Concerto, G. Gershwin. Rhapsody in Blue. New York Philharmonic Orchestra, dir. Alan Gilbert, 2013
- Szymanowski: Symphonies Nos.3 & 4, Stabat Mater. London Symphony Orchestra, Valery Gergiev (Conductor), Denis Matsuev (Artist), London Symphony Chorus (Orchestra) Format: Audio CD, 2013
- Tchaikovsky: Piano Concertos Nos.1 & 2 Denis Matsuev (Artist, Performer), Mariinsky Orchestra, Valery Gergiev (Conductor), Pyotr Ilyich Tchaikovsky (Composer), Format: Audio CD, 2014
- Prokofiev: Piano Concerto No.3, Symphony No.5 Denis Matsuev (Performer), Mariinsky Orchestra, Valery Gergiev (Conductor), Sergei Prokofiev (Composer), Format: Audio CD, 2014

## Курйози
У 2017 Мацуєв публічно дав високу оцінку грі В. В. Путіна на фортепіано — «Доторкання до клавіш стало значно м'якішим. Кожен, хто займається музикою, відзначить прогрес»

## Нагороди і звання
- Переможець XI Міжнародного конкурсу ім. П. І. Чайковського (1998 рік).
- Заслужений артист Російської Федерації (27 березня 2006 року) — за заслуги в області мистецтва
- Лауреат Державної премії Російської Федерації в області літератури і мистецтва 2009 року — за внесок у розвиток і пропаганду вітчизняного музичного мистецтва
- Лауреат премії імені Дмитра Шостаковича Міжнародного Благодійного фонду Юрія Башмета (за 2009 рік)
- Відзнака «За заслуги перед Іркутською областю» (2005 рік)
- Почесний громадянин Іркутська
- Народний артист республіки Північна Осетія-Аланія (2009 рік)
- Народний артист Російської Федерації (4 травня 2011 року) — за великі заслуги в області музичного мистецтва
- Російська національна музична премія (2015) — за виняткову виконавську майстерність
- Посол доброї волі ЮНЕСКО з квітня 2014 року
- Член опікунської ради благодійного фонду «Пам'ять поколінь»
- Орден Шани (2016)
- Почесний житель аулу Уляп (2012)